# Wiltshire
Wiltshire (kiejtése: /ˈwɪltʃər/ vagy /ˈwɪltʃɪər/) Anglia egyik ceremoniális megyéje és egyben egységes hatósága (unitary authority) a South West England régióban. Északon Gloucestershire, északkeleten Oxfordshire, keleten Berkshire, délkeleten Hampshire, délen Dorset, nyugaton Somerset megyékkel határos. Közigazgatási székhelye Trowbridge (1930-ig Wilton).
Az egységes hatóság és a ceremoniális megye közötti különbség, hogy az utóbbihoz hozzátartozik Swindon egységes hatósága is.
Wiltshire egységes hatóság lakossága 483 143, míg a ceremoniális megyéé 684 000 fő.

## Története
A megye mai neve a Wiltonshire-ből (eredeti óangol formában Wiltunscir) rövidült a mai Wiltshire-re.
Wiltshire híres újkőkori és bronzkori régészeti lelőhelyeiről. A kelták előtti népek számos települést alapítottak Dél-Angliában és ők építették Stonehenge-et és Aveburyt is. A 6-7. században ez a régió az angolszász betelepülés nyugati szegélyéhez, Wessex királyságához  tartozott. A dán vikingek 878-ban végigpusztították a megyét. A normann hódítás után a birtokok tulajdonosai a korábbi angolszász nemesek helyett normannok, a király és az egyház lettek. A 11. századi összeírás 390 malmot és két szőlőskertet említ. A középkor során a legfőbb jövedelemtermelő tevékenység a birkatenyésztés volt, a megtermelt gyapjút a flandriai takácsok vették meg.
A 17. századi polgárháború során a megye nagyrészt a Parlament oldalán állt. 1643-ban itt vívták a Roundway Down-i csatát, ami a royalista lovasság fölényes győzelmével végződött.
Az ipari forradalom idején, 1800 körül Wiltshire-en át épült meg a Bristolt Londonnal összekötő Kennet-Avon csatorna, amelyet a vasutak később feleslegessé tettek.

## Földrajza
Wiltshire területe 3 485 km², amivel 14. a 48 angol ceremoniális megye között. Területének kétharmada puha mészkőből, krétából felépülő dombvidék, amely az egész Dél-Anglián Dorsettől Doverig végighúzódó dombság része. A legnagyobb, krétából felépülő formáció a Salisbury-síkság, amelyet már régóta növénytermesztésre használnak. A mészkődombok keleten Nyugat-Berkshire-ben Marlborough Downs néven, délnyugaton pedig Dorsetben Cranborne Chase néven folytatódnak. A megye legmagasabb pontja a 295 méteres Milk Hill.
Északnyugaton az Avon folyó völgyének agyagos síksága után a Cotswolds keményebb mészkőből felépülő dombsága emelkedik. Mivel a kréta porózus kőzet és elnyeli a csapadékot, Wiltshire-ben kevés a felszíni vízforrás, a nagyobb települések ezek köré épültek.
Wiltshire éghajlata nyugati fekvésének köszönhetően csapadékosabb és enyhébb, mint az angol átlag. Az éves átlaghőmérséklet kb. 10 °C. Az óceán hatása miatt az évszakok kiegyenlítettebbek, mint keleten: a telek enyhébbek, a nyarak hűvösebbek. Július-augusztusában a nappali átlaghőmérséklet nem haladja meg a 21 °C-ot, és télen is csak 1-2 °C a napi átlag. 

## Közigazgatás és politika

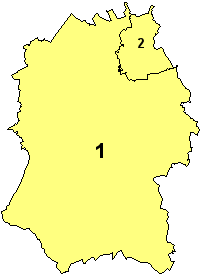
Wiltshire térképe

Wiltshire-t 2009-ig négy kerületre osztották, akkor azonban egyetlen egységes hatóság alá rendelték az egész megyét. A ceremoniális megyéhez tartozó másik hatóság, Swindon 1997 óta független.
1. Wiltshire
2. Swindon

A megye 7 képviselőt küldhet a parlament alsóházába. A 2015-ös választások után valamennyi a Konzervatív Párt jelöltje volt.
A megye nagyobb (10 ezer fő fölötti) települései: Swindon (209 156 fő), Chippenham (45 337 fő), Salisbury (40 302 fő), Trowbridge (33 108 fő), Warminster (17 490 fő), Calne (17 274 fő), Westbury (14 709 fő), Melksham (14 677  fő), Corsham (13 000 fő), Devizes (11 715 fő), Royal Wootton Bassett (11 385 fő), Amesbury (10 724 fő), Tidworth (10 621 fő).

## Gazdaság
A ceremoniális megye gazdasága 1995 és 2003 között 4,3 milliárd fontról 6,4 milliárdra nőtt; ezen belül a mezőgazdaság 217 millióról 164 millióra csökkent, az ipar 1,4 milliárdról 1,5 milliárdra növekedett, a szolgáltatások pedig 2,7 milliárdról 4,7 milliárdra bővültek.
A megye északi része fejlettebb és iparosodottabb, főleg a nagyváros Swindon hatásának köszönhetően. A nemzetközi nagy cégek közül gyártóüzemmel képviselteti itt magát a Honda, Intel, Motorola, Alcatel-Lucent, Patheon vagy a Becton Dickinson. Az ipari munkahelyek aránya nagyobb mint az országos átlag. A megyében több támaszpontot tart fent a hadsereg, amely a Salisbury-síkságon tartja gyakorlatait.

## Híres wiltshire-iek
- Æthelstan, Anglia egyesítője
- Joseph Addison költő, drámaíró
- James Blunt énekes
- Jeremy Corbyn politikus
- Michael Crawford színész, énekes
- Diana Dors színész
- Joseph Fiennes színész
- Christopher Hinton atomfizikus
- Thomas Hobbes filozófus
- Douglas Hurd politikus, író
- Edward Hyde államférfi, történész
- Philip Massinger drámaíró
- David Mitchell komikus
- Robert Morley színész
- Desmond Morris etológus
- Billie Piper énekes

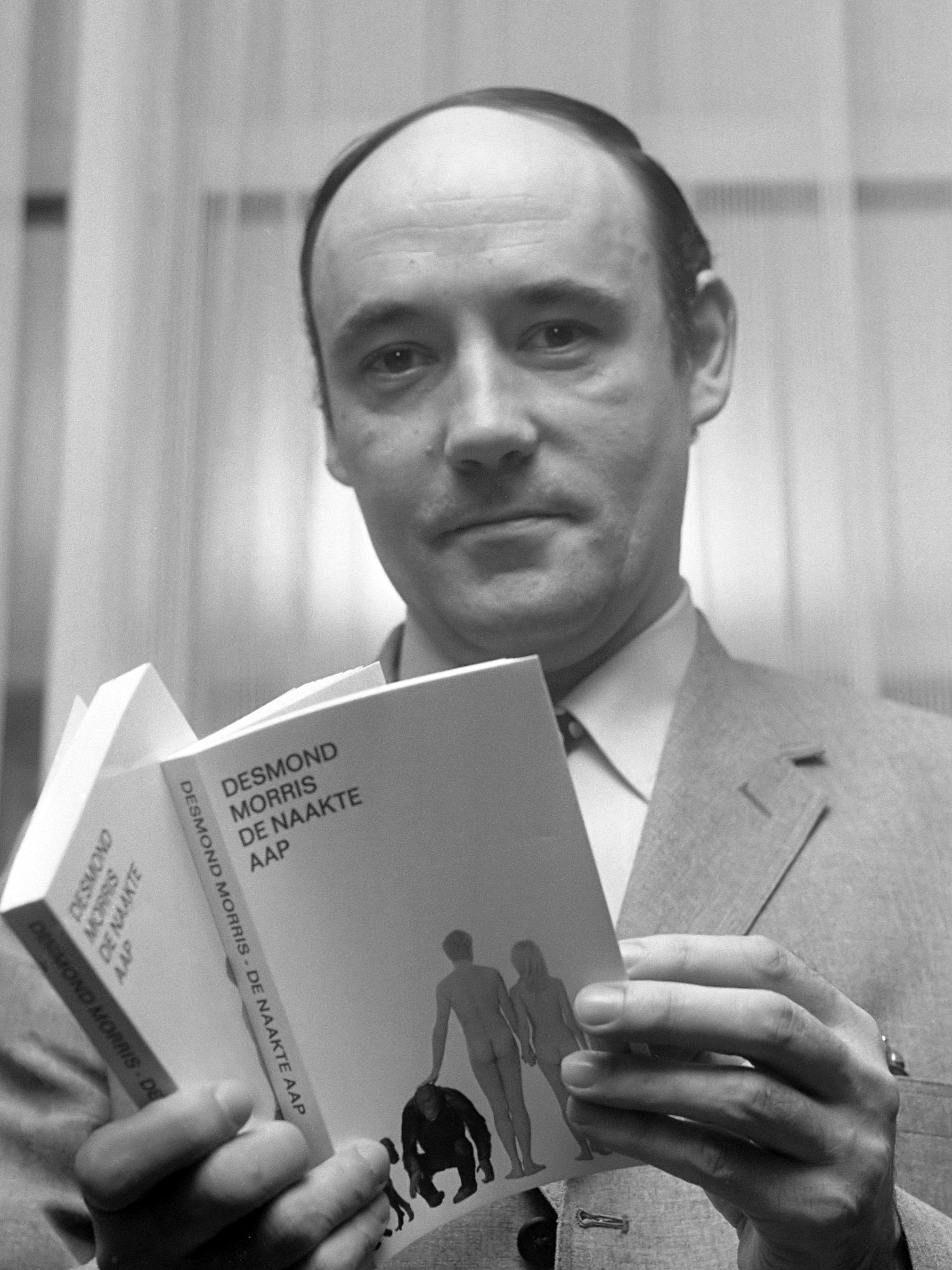
Desmond Morris

- Isaac Pitman a gyorsírás feltalálója
- Henry Shrapnel katona
- Thomas Willis orvos
- Christopher Wren építész

## Látnivalók

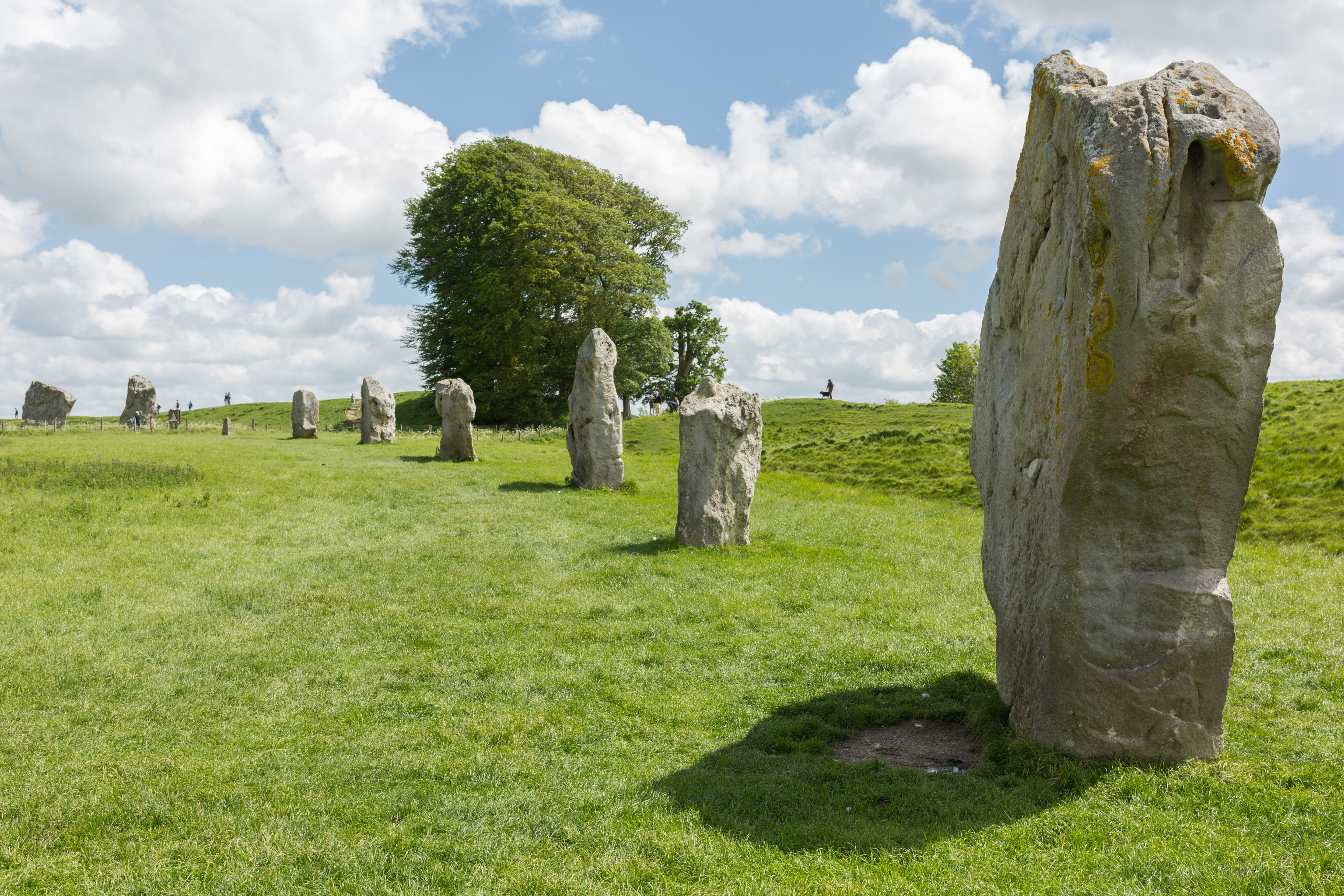
Avebury
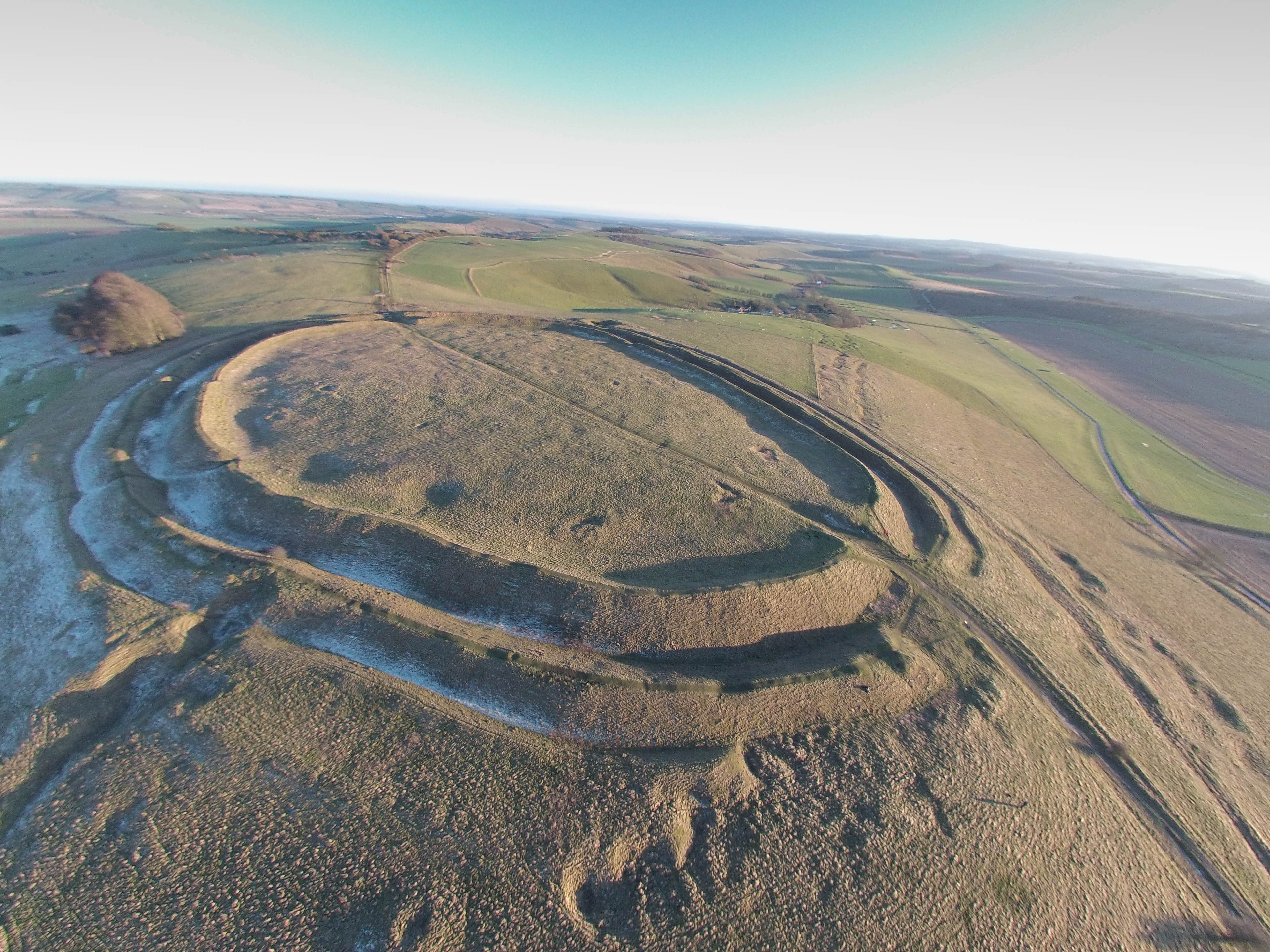
Barbury Hill vaskori erőd
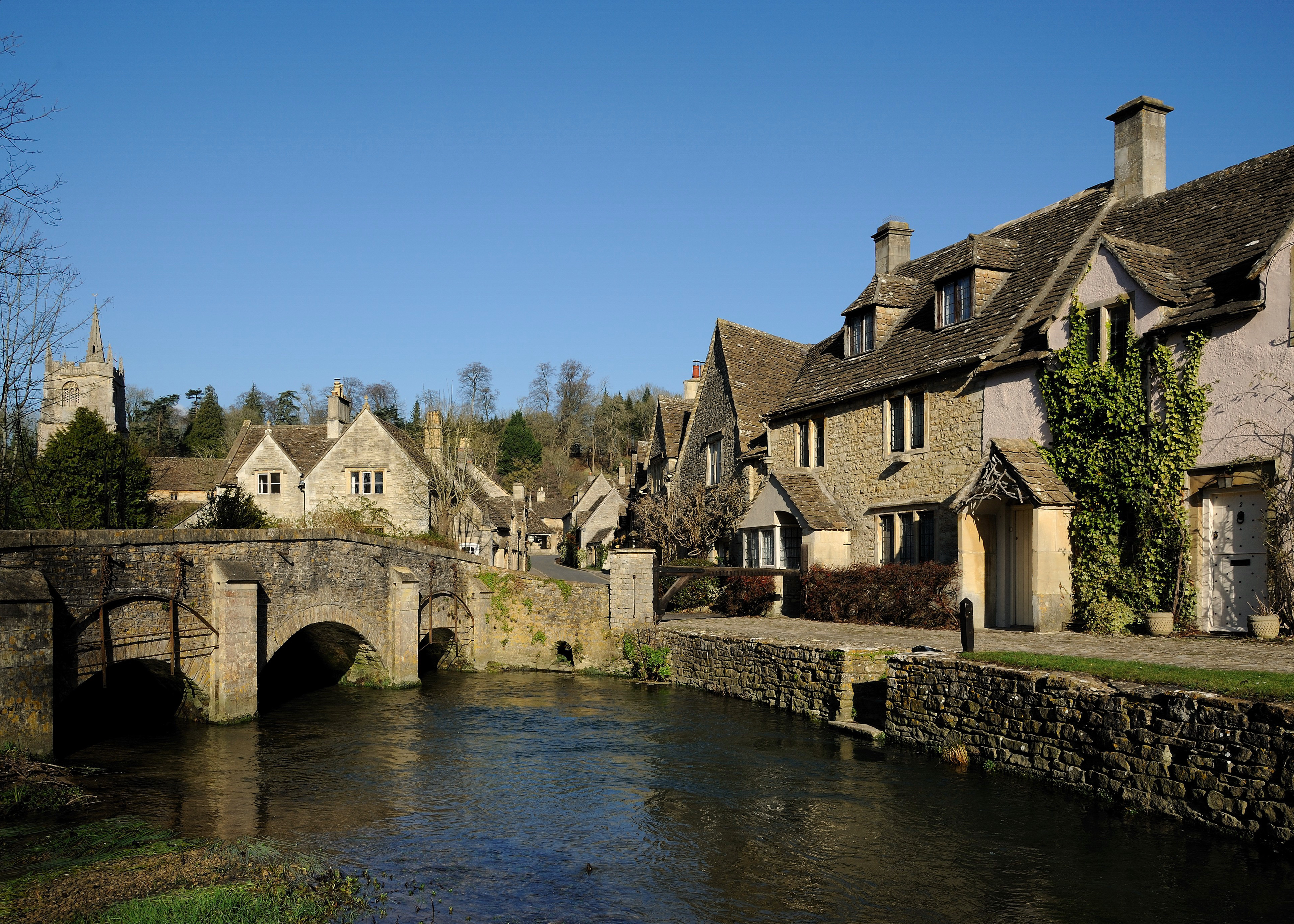
Castle Combe
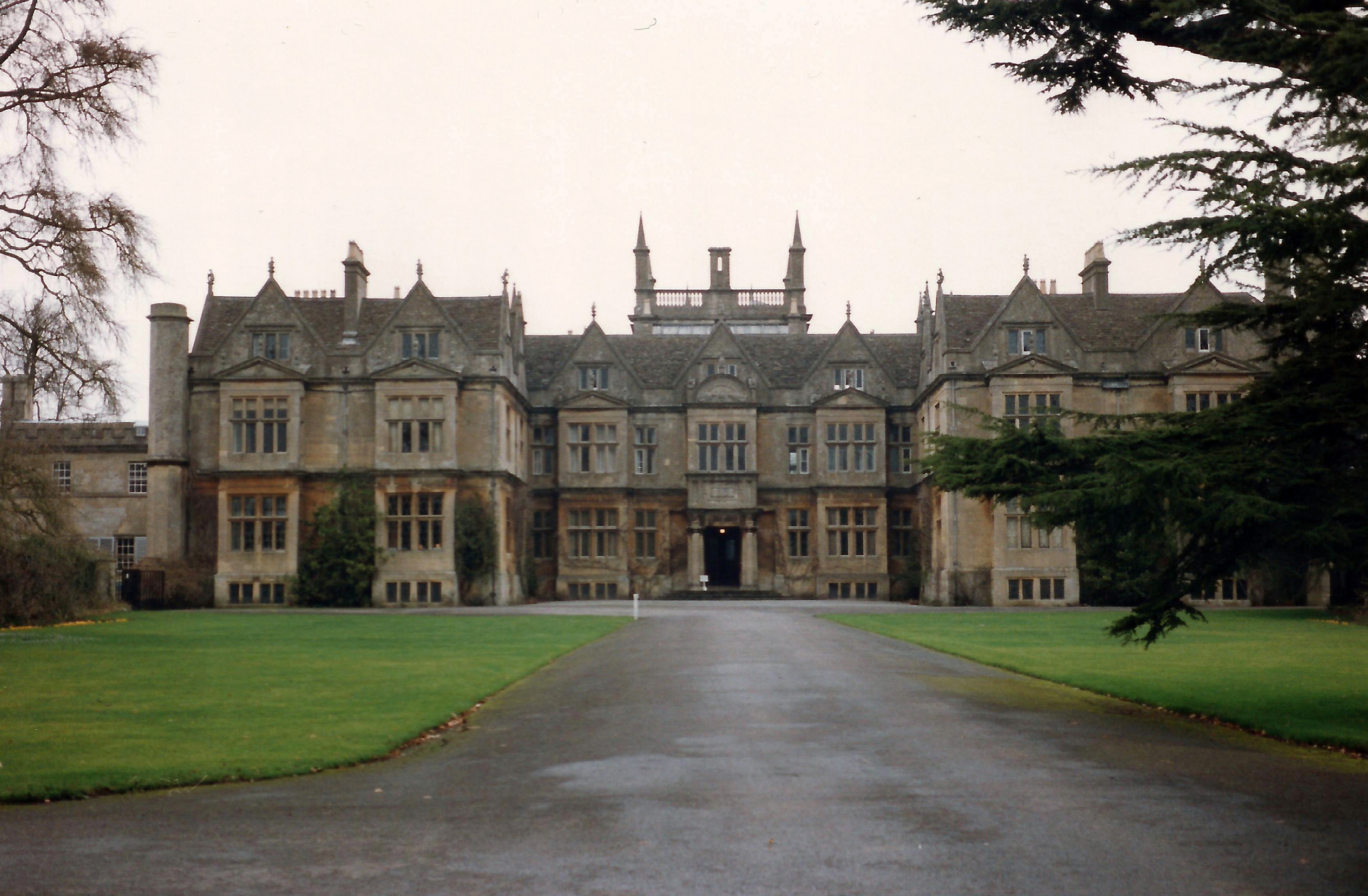
Corsham Court
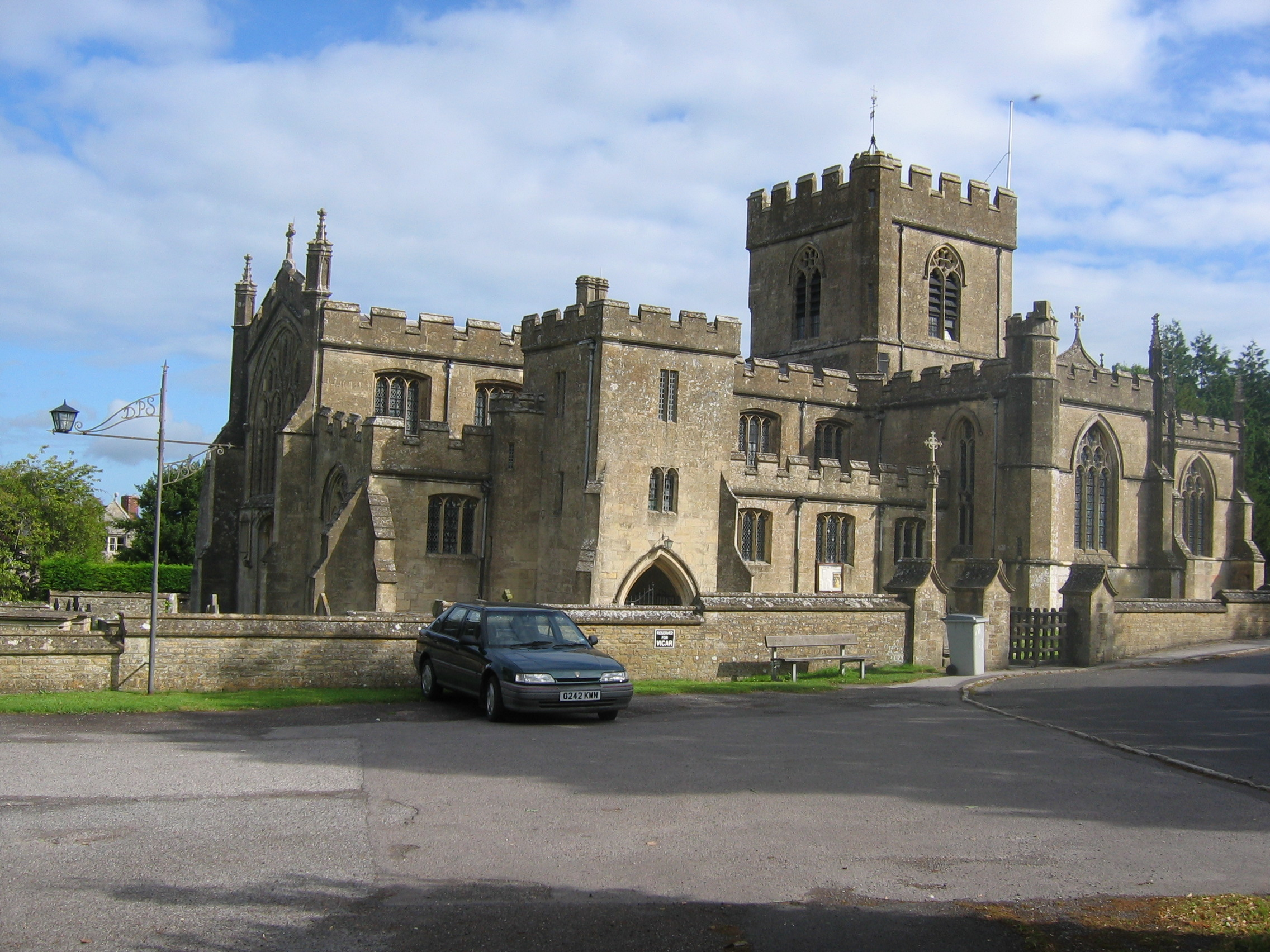
Edingtoni apátság
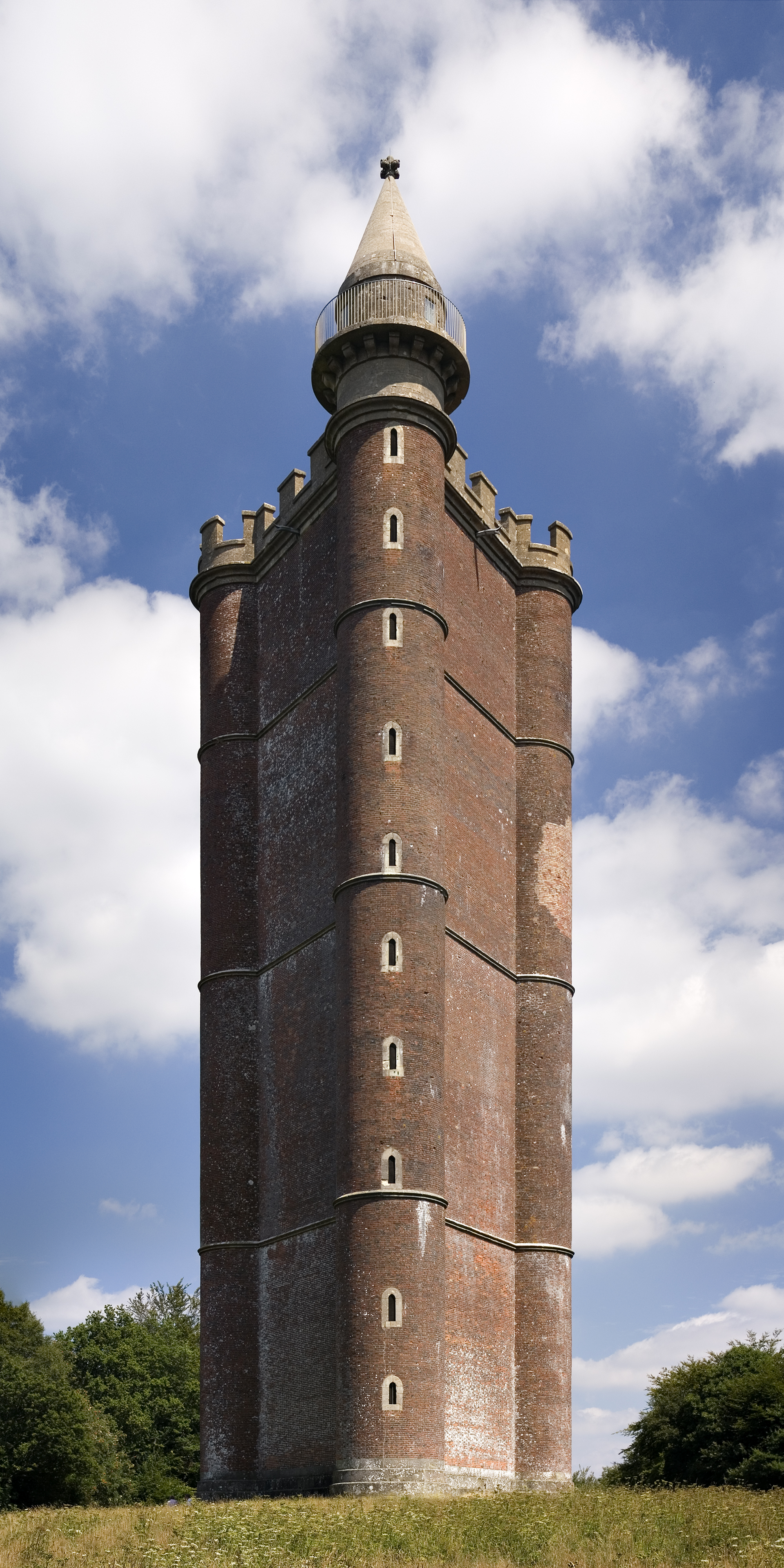
Alfréd király tornya (18. sz.)
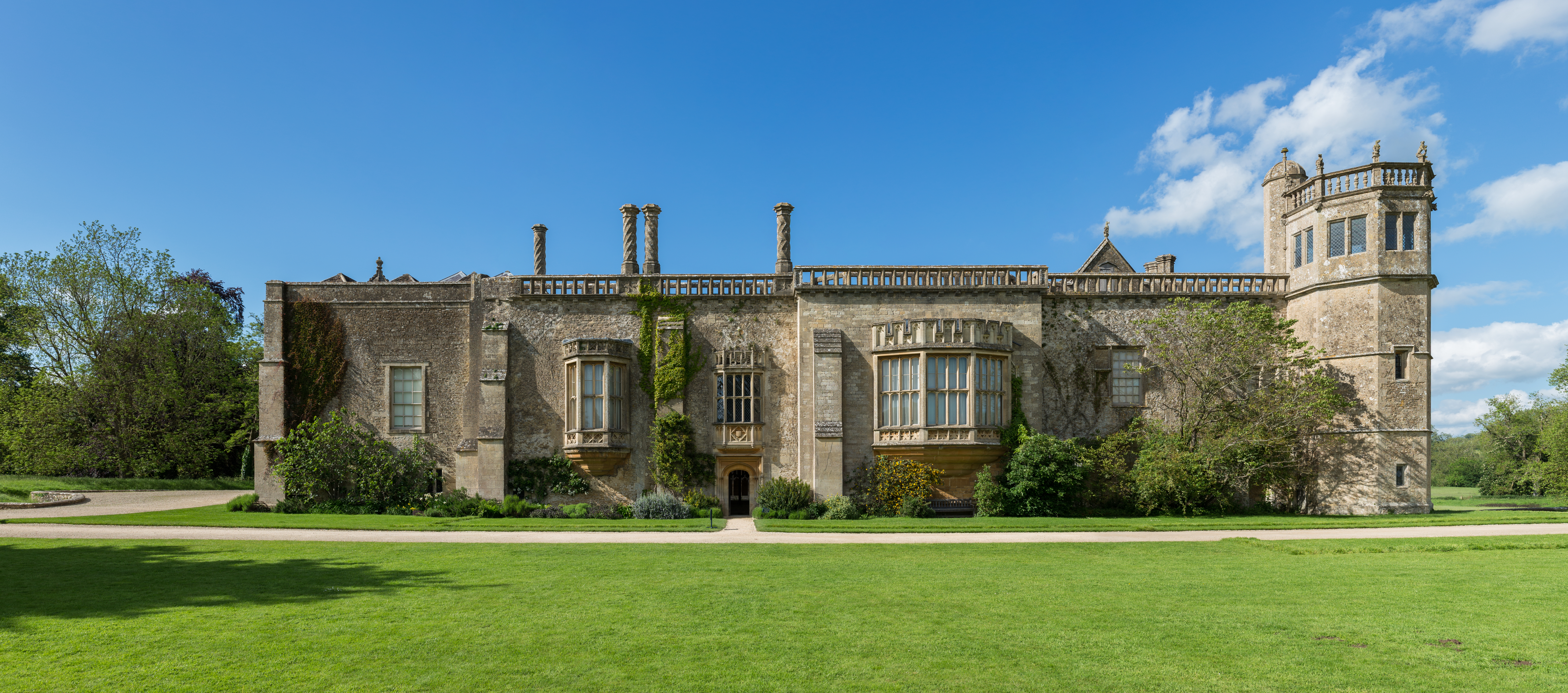
Lacock Abbey
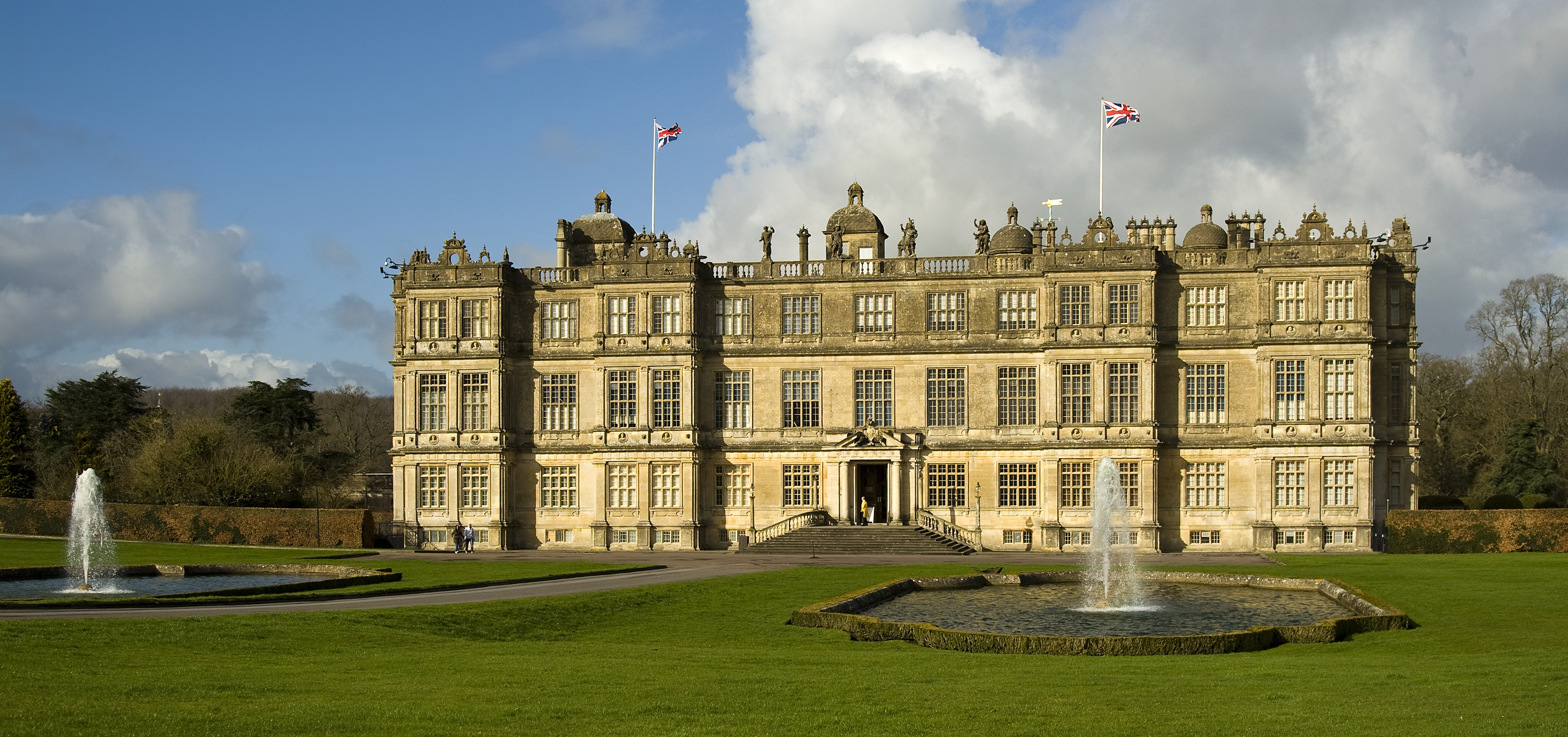
Longleat House
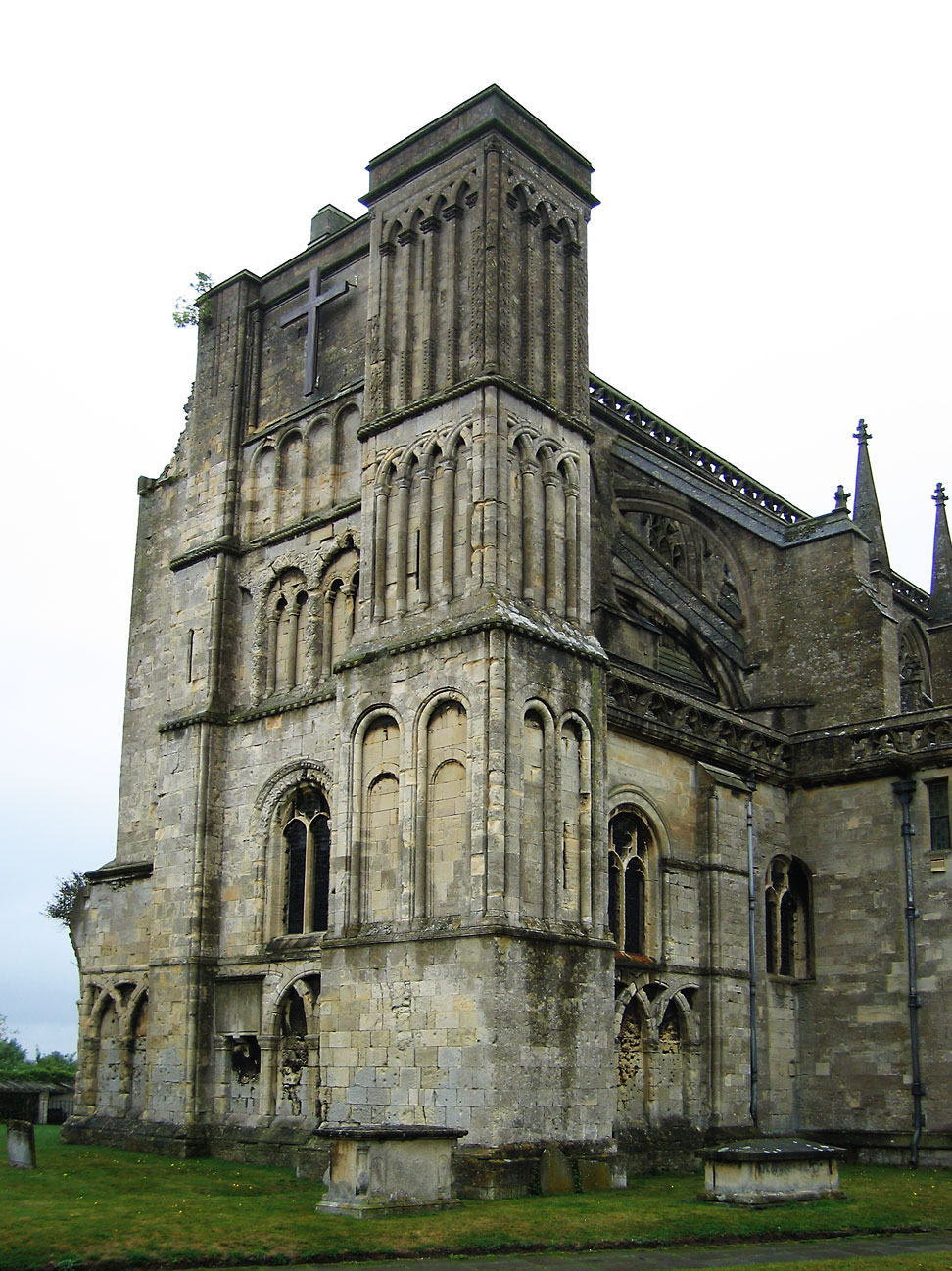
Malmesbury apátság
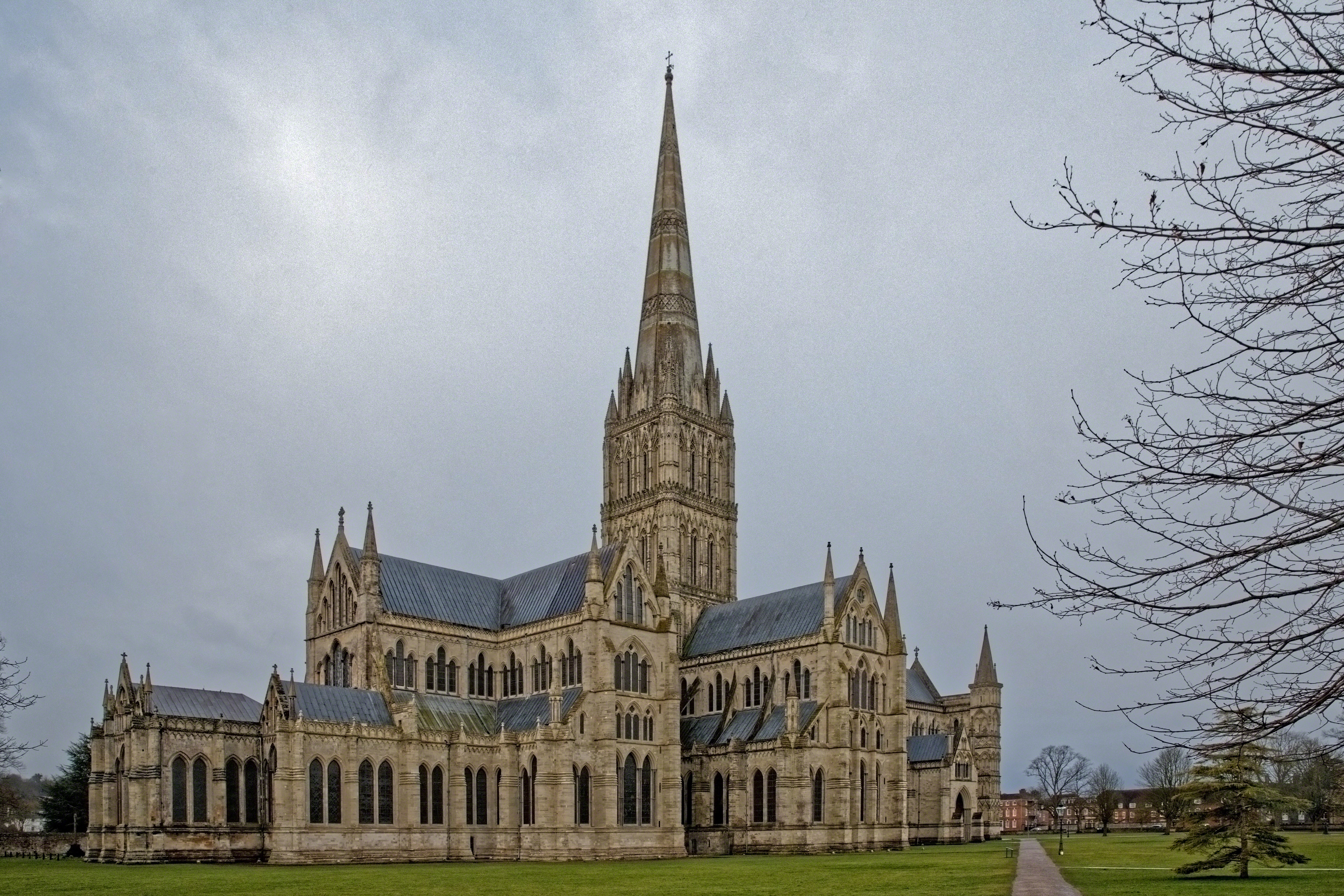
Salisbury katedrálisa
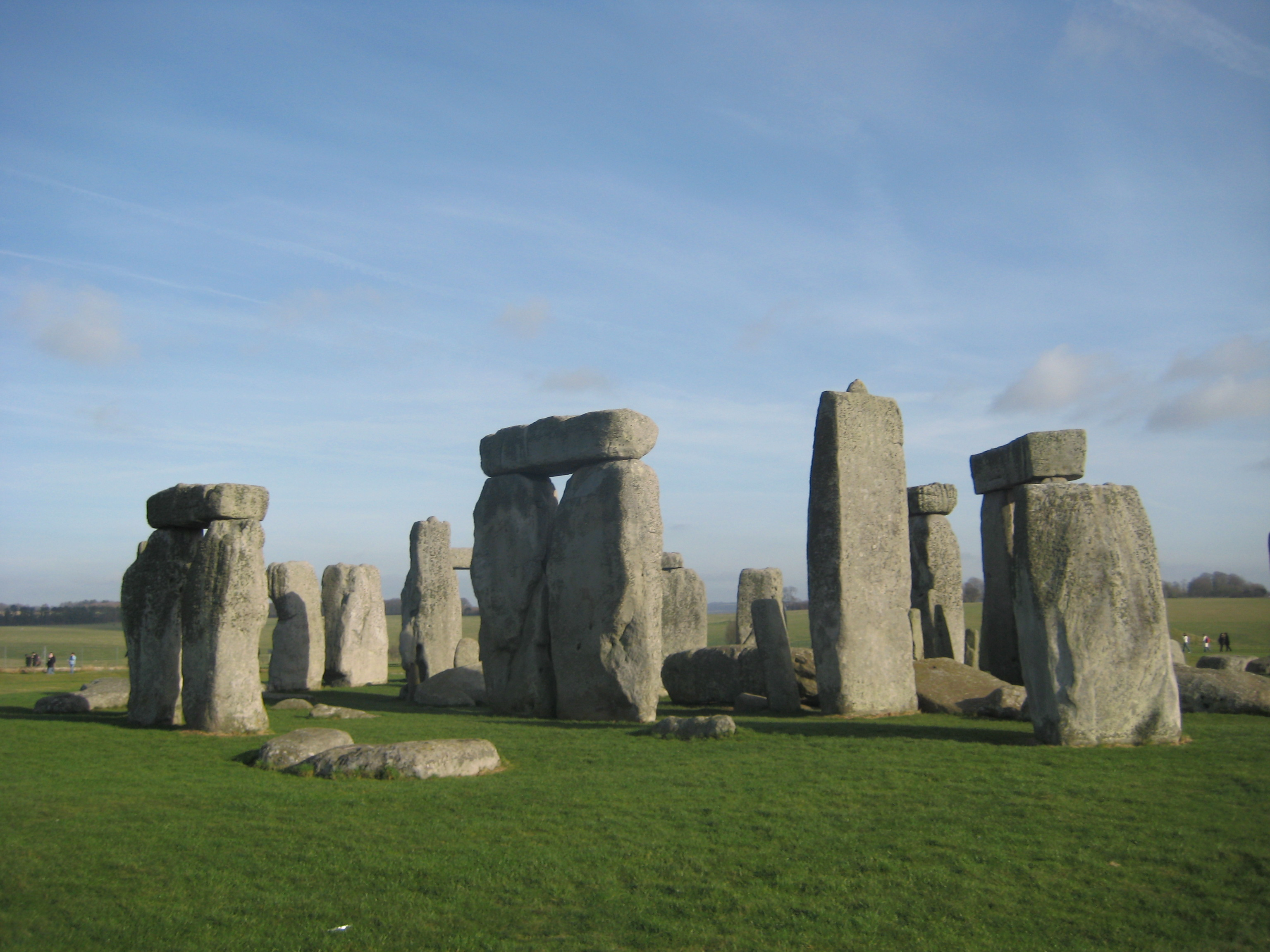
Stonehenge
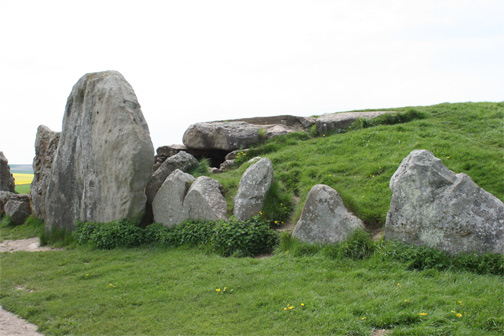
West Kennet Long Barrow megalitikus sír

## Fordítás
- Ez a szócikk részben vagy egészben  a   Wiltshire című angol Wikipédia-szócikk ezen változatának fordításán alapul.  Az eredeti cikk szerkesztőit annak laptörténete sorolja fel. Ez a jelzés csupán a megfogalmazás eredetét és a szerzői jogokat jelzi, nem szolgál a cikkben szereplő információk forrásmegjelöléseként.